# Список самых высоких зданий Кливленда
Ниже представлен список зданий города Кливленд (штат Огайо, США) высотой более 100 метров — на 2015 год таковых насчитывается 15 штук, из них 3 имеют высоту более 200 метров. Ещё 17 зданий города имеют высоту 77—98 метров и в данный список не включены. Самое высокое здание города — Key Tower высотой 289 метров, с 1990 года оно является не только самым высоким зданием города, но и штата. Первым небоскрёбом города считается 10-этажный Society for Savings Building высотой 46 метров, построенный в 1890 году. В нижеприведённом списке всего два здания были построены в XXI веке (№№ 7 и 15).

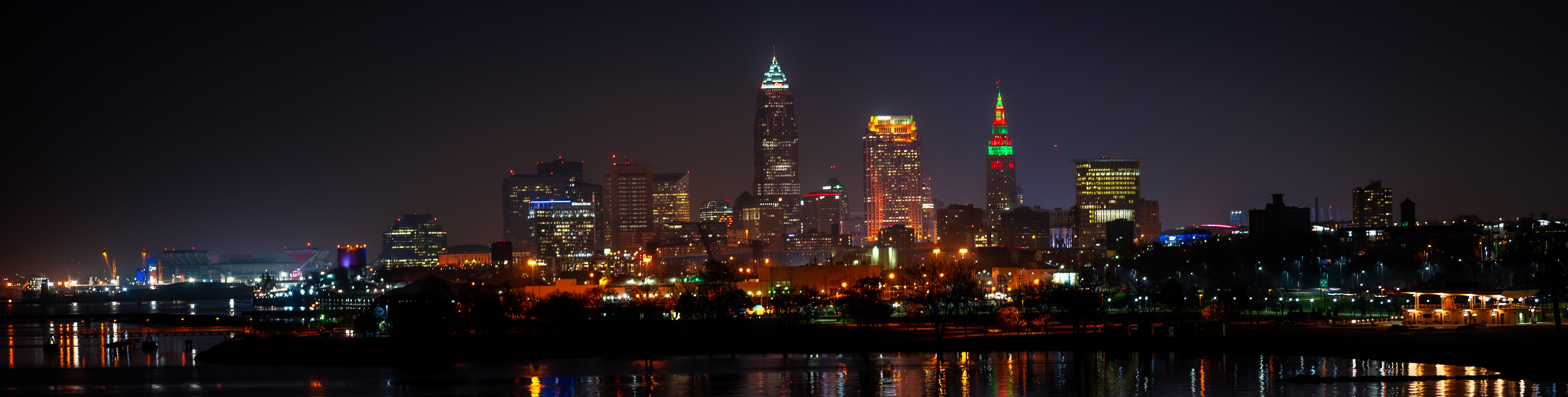
Вид на город Кливленд с озера Эри. Хорошо видны три самых высоких здания города (в центре, слева направо): Key Tower, 200 Public Square и Terminal Tower.

## Самые высокие здания Кливленда
По убыванию высоты. В нижеприведённой таблице в столбце «Высота» указана архитектурная высота, то есть без антенн, флагштоков и прочих легко демонтируемых конструкций.
| № п/п | Название                                 | Фото | Высота, м | Надземных этажей | Год окончания строительства | Примечания, ссылки |
| ----- | ---------------------------------------- | ---- | --------- | ---------------- | --------------------------- | --- |
| 1     | Key Tower                                |      | 288,7     | 57               | 1991                        | Самое высокое здание города и штата с 1990 года по настоящее время; 23-е по высоте в США; самое высокое здание Среднего Запада, исключая Чикаго.                                                                                         |
| 2     | Terminal Tower                           |      | 215,8     | 52               | 1930                        | 68-е по высоте здание в США; самое высокое здание в мире (исключая Нью-Йорк) с 1930 по 1953 год; самое высокое здание в Северной Америке (исключая Нью-Йорк) с 1930 по 1964 год; самое высокое здание города и штата с 1930 по 1990 год. |
| 3     | 200 Public Square                        |      | 200,6     | 45               | 1985                        | Также известно под названиями Sohio Building, Standard Oil building, BP America Building, BP America Tower, BP Tower, BP Building. |
| 4     | Erieview Tower                           |      | 161,2     | 40               | 1964                        | Также известно под названиями Tower at Erieview, 100 Erieview и Erieview Plaza Tower. |
| 5     | One Cleveland Center                     |      | 137,2     | 31               | 1983                        | |
| 6     | Fifth Third Center                       |      | 135,9     | 27               | 1991                        | |
| 7     | Carl B. Stokes United States Courthouse  |      | 131,1     | 23               | 2002                        | Официальное название на русском языке: Здание федерального суда (имени) Карла Б. Стокса. |
| 8     | Центр правосудия                         |      | 128,0     | 26               | 1977                        | Высочайшее здание комплекса из четырёх строений: кроме Центра сюда входят тюрьма (47 м, 12 этажей), коррекционный центр (43 м, 11 этажей) и штаб-квартира полиции города (39 м, 10 этажей).                                              |
| 9     | Федеральное здание Энтони Дж. Селебризза |      | 127,7     | 31               | 1967                        | Также известно как Федеральное офисное здание или просто Федеральное здание. Названо в честь судьи и мэра города Энтони Джозефа Селебризза.                                                                                              |
| 10    | PNC Center                               |      | 125,0     | 35               | 1980                        | До 2009 года известно как Национальный городской центр. |
| 11    | The 9 Cleveland                          |      | 118,9     | 28               | 1971                        | Ранее известно как Ameritrust Tower, 900 Euclid Tower и Cleveland Trust Tower. |
| 12    | AT&T Huron Road Building                 |      | 111,3     | 22               | 1927                        | Самое высокое здание города и штата с 1927 по 1930 год. Официально известно как Ohio Bell Building. |
| 13    | Rhodes Tower                             |      | 110,6     | 20               | 1971                        | Официально известно как Башня Джеймса А. Роудса, ранее известно как Университетская башня. |
| 14    | Eaton Center                             |      | 108,5     | 28               | 1983                        | |
| 15    | Ernst & Young Building                   |      | ≈101      | 18—21            | 2013                        | Также известно под названием Ernst & Young Tower. |

## Планируемые здания
В обозримом будущем в Кливленде планируется постройка ещё двух зданий высотой более 100 метров: nuCLEus (197 метров, 2017 год) и Hilton Convention Center Hotel (116 метров, 2016 год).